# محوطه پیر سرور
محوطه پیر سرور مربوط به سده‌های میانه دوران‌های تاریخی پس از اسلام است و در شهرستان کوثر، بخش فیروز، دهستان زرج آباد، روستای زناب واقع شده و این اثر در تاریخ ۲۶ اسفند ۱۳۸۷ با شمارهٔ ثبت ۲۵۷۸۴ به‌عنوان یکی از آثار ملی ایران به ثبت رسیده است.